# Fiestasound tour
Il fiestasound tour, definito sul web anche il "tour dei record" è un tour giornaliero della cantautrice romana Noemi.
Il 21 giugno 2017, con sponsor partner Ford Fiesta, Noemi ha eseguito il tour di 9 concerti in meno di 12 ore: questo le ha consentito di entrare ufficialmente nel Guinness World Record per essere l'artista al mondo che ha registrato il maggior numero di concerti eseguiti in meno ore. La durata di ogni concerto è stata di 15 minuti, ed ogni tappa distava dall'altra almeno 50 chilometri, percorso effettuato a bordo dell'auto sponsor.
Il tour svolto tra Toscana, Umbria e Lazio, è partito da Orbetello (Grosseto), e ha fatto sosta a Tarquinia e Vitorchiano (Viterbo), Orvieto (Terni), Vetralla (Viterbo), Santa Marinella, Trevignano Romano, Civitavecchia e Roma, dove si è tenuta la tappa conclusiva e la cerimonia di ufficializzazione del guinness dei primati.

## Tappe
- Orbetello
- Tarquinia
- Vitorchiano
- Orvieto
- Vetralla
- Santa Marinella
- Trevignano Romano
- Civitavecchia
- Roma